# برنارد کایمر
برنارد کایمر (انگلیسی: Bernhard Keimer؛ زادهٔ ۲۴ اوت ۱۹۶۴) فیزیک‌دان، و استاد دانشگاه اهل آلمان است.